# Joachim Lange

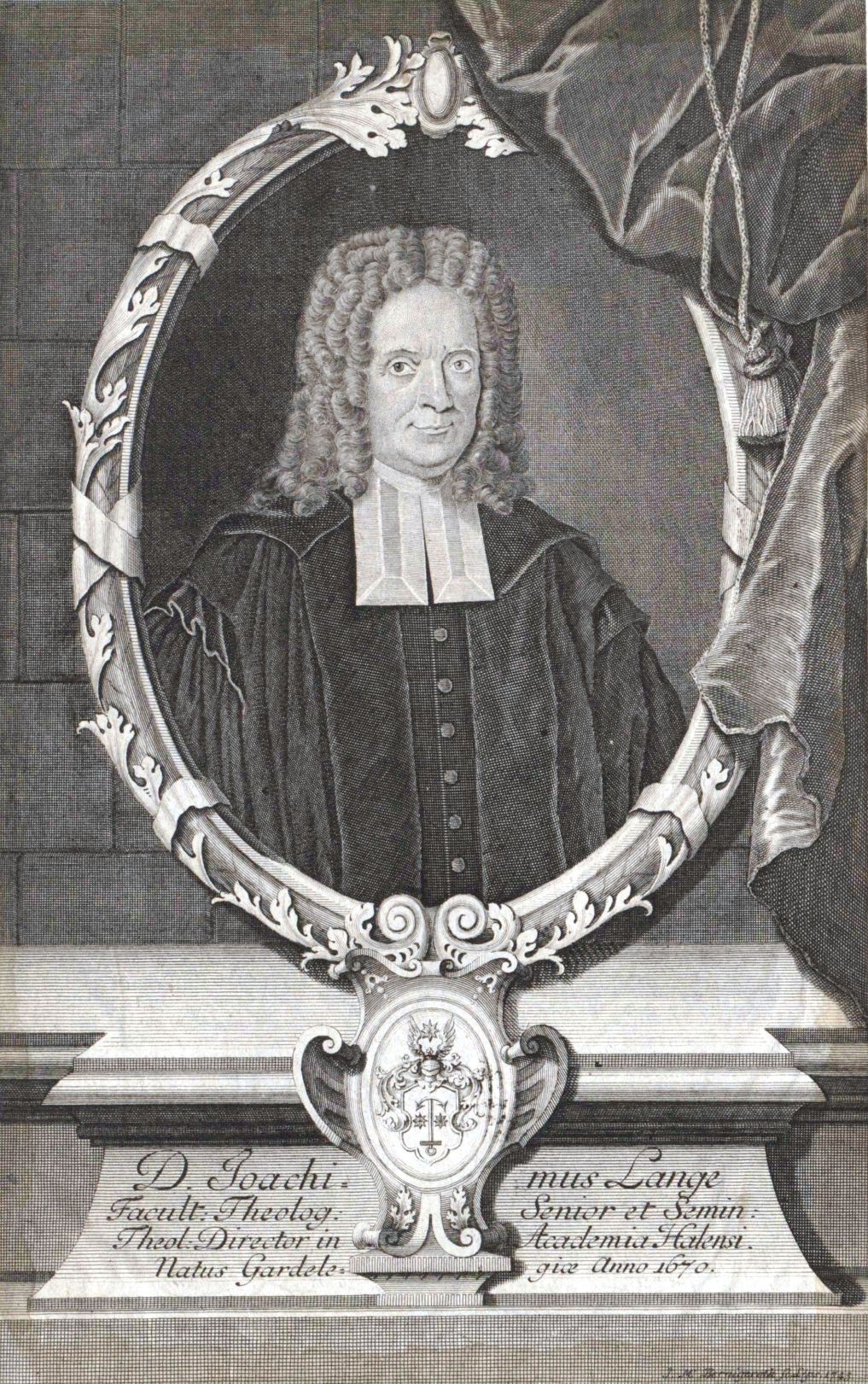
Joachimus Lange, Stich von Johann Martin Bernigeroth (1743)

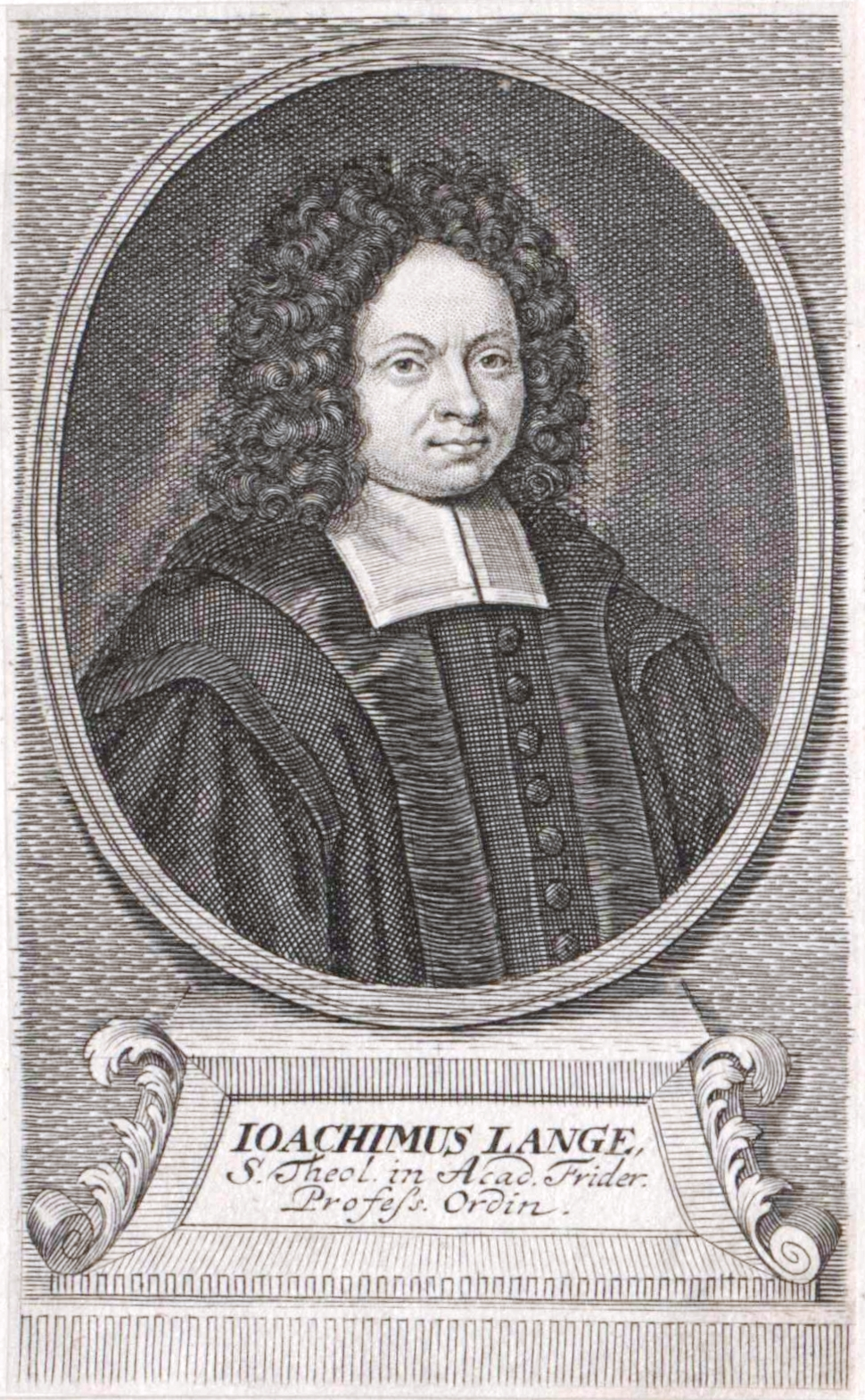
Joachim Lange, Stich von Johann Georg Mentzel (1716)

Joachim Lange (* 26. Oktober 1670 in Gardelegen; † 7. Mai 1744 in Halle (Saale)) war ein deutscher evangelischer Theologe.

## Leben

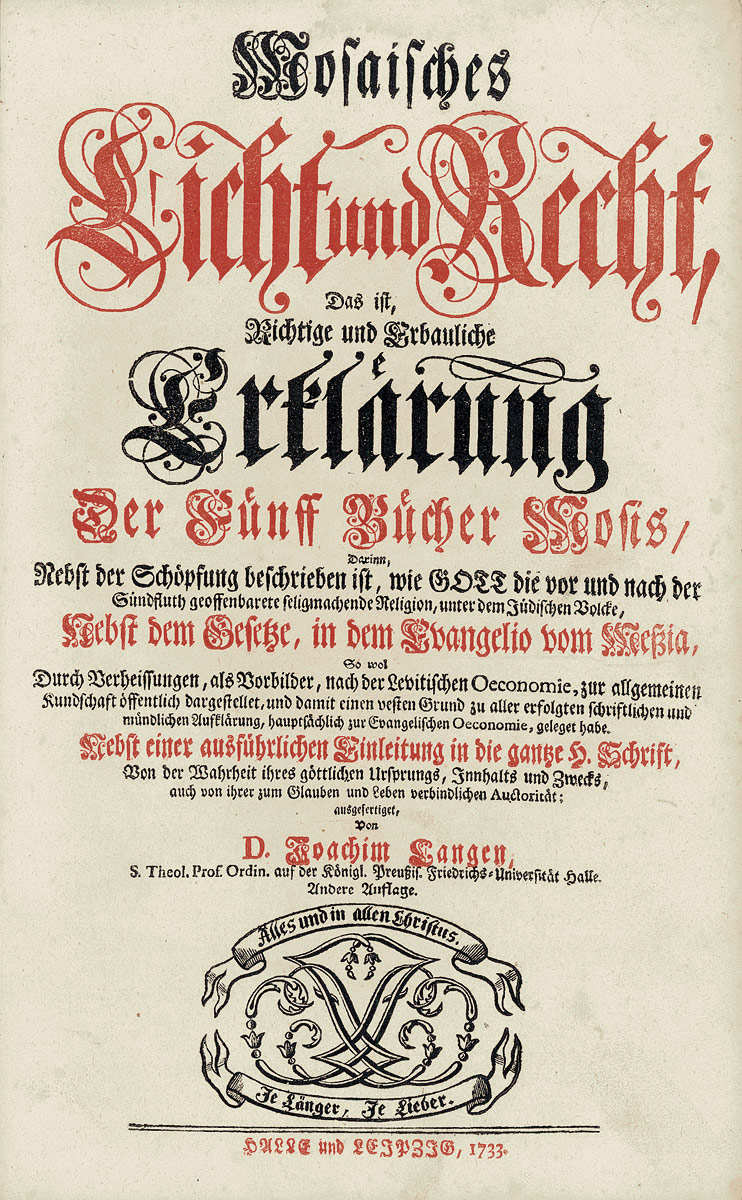
Mosaisches Licht und Recht, 2. Auflage 1733, Titelblatt

Der Sohn des Ratsmannes Mauritius Lange und dessen Ehefrau Maria (geb. Lange) besuchte anfänglich die Schulen seiner Heimatstadt. Durch den großen Brand in Gardelegen 1685 verlor sein Vater jeglichen Besitz. Durch die Hilfe des Stadtvogts von Osterwieck konnte er 1687 das Gymnasium in Quedlinburg besuchen und 1689 das Altstädter Gymnasium in Magdeburg. Seine Studien begann er 1689 an der Universität Leipzig, wo er im Haus von August Hermann Francke Aufnahme fand. Dieser förderte den jungen Studenten und verschaffte ihm eine Hauslehrerstelle bei Christian Thomasius. Später setzte Lange seine Studien an der Universität Erfurt und im Frühjahr 1693 an der Universität Halle fort.
In Halle besuchte er weiter die Vorlesungen von Francke und Joachim Justus Breithaupt. Dabei bildete er sich in der Hebräischen Sprache, wobei er außergewöhnliche Fertigkeiten entwickelte. Ende 1693 ging er als Hofmeister des Friedrich Rudolph Ludwig von Canitz (1654–1699) nach Berlin, trieb dort orientalische Literaturstudien und lernte Philipp Jacob Spener kennen. Dieser ließ ihn auch gelegentlich predigen. Zwischenzeitlich hatte er von der Hallenser Hochschule in Abwesenheit den akademischen Grad eines Magisters verliehen bekommen, wurde 1696 Rektor der Schule in Köslin, kehrte 1698 nach Berlin als Rektor des Friedrichwerderschen Gymnasiums zurück und übernahm dazu 1699 eine Pfarrstelle an der Kirche in Friedrichswerder.
Nach neunjähriger Tätigkeit in diesen Ämtern wechselte er als Adjunkt von Breithaupt wieder an die Hallenser Universität. Als Breithaupt 1709 als Abt des Klosters Bergen aus seiner Professur ausschied, wurde Lange Professor an der Theologischen Fakultät, promovierte 1717 zum Doktor der Theologie und blieb trotz anderer Angebote bis zu seinem Tod in Halle. Lange beteiligte sich auch an den organisatorischen Aufgaben der Universität und war 1721/22 sowie 1730/31 deren Prorektor.
Lange war einer der führenden Kontroverstheologen auf Seiten des Pietismus im 18. Jahrhundert. Vor allem mit Christian Wolff hat er sich auseinandergesetzt. Er wurde auf dem halleschen Stadtgottesacker bestattet. Sein Grab befindet sich im Gruftbogen 72, Grabinschriften sind nicht mehr erhalten.

## Familie
Lange war zwei Mal verheiratet. Seine erste Ehe schloss er im September 1698 mit Johanna Elisabeth († 25. Februar 1715 in Halle), der Tochter des Perleberger Archidiakons und späteren Inspektors in Werben Joachim Rau (Raue). Aus dieser Ehe gingen sieben Söhne und zwei Töchter hervor. Von diesen Kindern verstarben zwei bereits in jungen Jahren. Der älteste Sohn Johann Joachim wurde nach der Vertreibung Christian Wolffs von der Universität Halle 1723 dessen Nachfolger als Professor der Mathematik. Christian Polycarp (1702–1762) wurde 1728 Pastor in Zehden/Neumark und 1735 Inspektor in Loburg. Theophilus Nathanel (* 1704) wurde Bürgermeister und Syndikus in Landsberg/Warthe. Samuel Gotthold Lange wurde Pastor in Laublingen. Timotheus Justus wurde Doktor der Medizin und Physikus in Burg (bei Magdeburg). Die Tochter Johanna Elisabeth (1706–1730) heiratete 1724 Johann Jakob Rambach. Die Tochter Christiana Sophia (1707–1733) heiratete den Pfarrer von Marlishausen Polycarp Adelbert Brömel (* 14. März 1698; † 19. Oktober 1741).
Nach dem Tod seiner ersten Frau heiratete Lange eine Urenkelin von Polycarp Leyser dem Älteren. Sie hieß Charlotte Elisabeth, geborene Leyser (1672–1749), und war die Witwe des Hallenser Ratskämmerers und Handelsmanns Johann Dreyßig. Aus dieser Ehe stammt ein Sohn August Joachim, der Jurist wurde und 1750 in Den Haag verstarb.

## Werke (Auswahl)
- Medicina Mentis, Qua Praepostera philosophandi methodo ostensa rejecta, secundum Sanioris Philosophiae Principia, Aegrae Mentis Sanatio. Berlin, 1704 (Digitalisat in der Digitalen Bibliothek Mecklenburg-Vorpommern).
- Apostolisches Licht und Recht. Halle 1729.
  - 1. Band als Digitalisat und Volltext im Deutschen Textarchiv.
  - 2. Band als Digitalisat und Volltext im Deutschen Textarchiv.